# Медаль «За доблесть» (Норвегия)
Медаль «За доблесть» — государственная награда Королевства Норвегия.

## История
Медаль «За доблесть» была учреждена королём Швеции и Норвегии Оскаром II 19 августа 1885 года для вознаграждения граждан Норвегии за самоотверженные действия во имя спасения человеческой жизни или сопоставимый по значению поступок. Первоначально медаль имела три класса (золотой с короной, серебряный с короной, серебряный), но с 1905 года медаль присваивается в двух классах — золотом и серебряном. Золотая медаль присваивается гражданину в случае, когда при совершении героического подвига его жизнь сама находится в опасности.

## Описание
Медаль круглой формы из золота или серебра в соответствии с классом. Сверху медаль имеет геральдическую корону.
Аверс несёт на себе профильный портрет царствующего монарха. По окружности надписи: имя правящего монаха и его девиз.
На реверсе — венок из дубовых ветвей, в центре надпись: «For edel dåd».
К короне прикреплено кольцо, при помощи которого медаль крепится к ленте.
 Лента медали шёлковая, муаровая, цветов государственного флага — красная с тремя белыми полосами по краям и центру, обременённых синей полоской по центру.

## Галерея

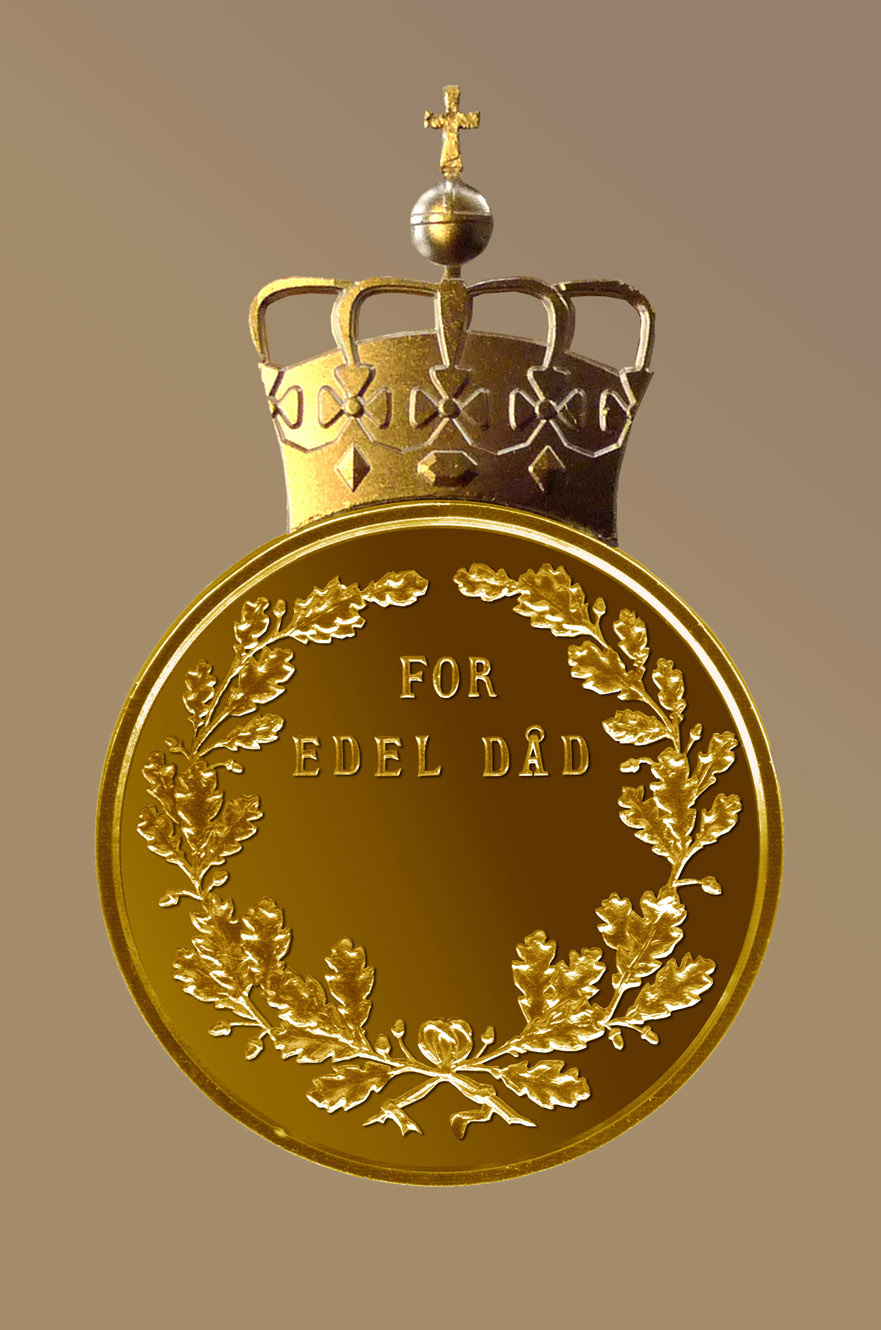
Реверс медали
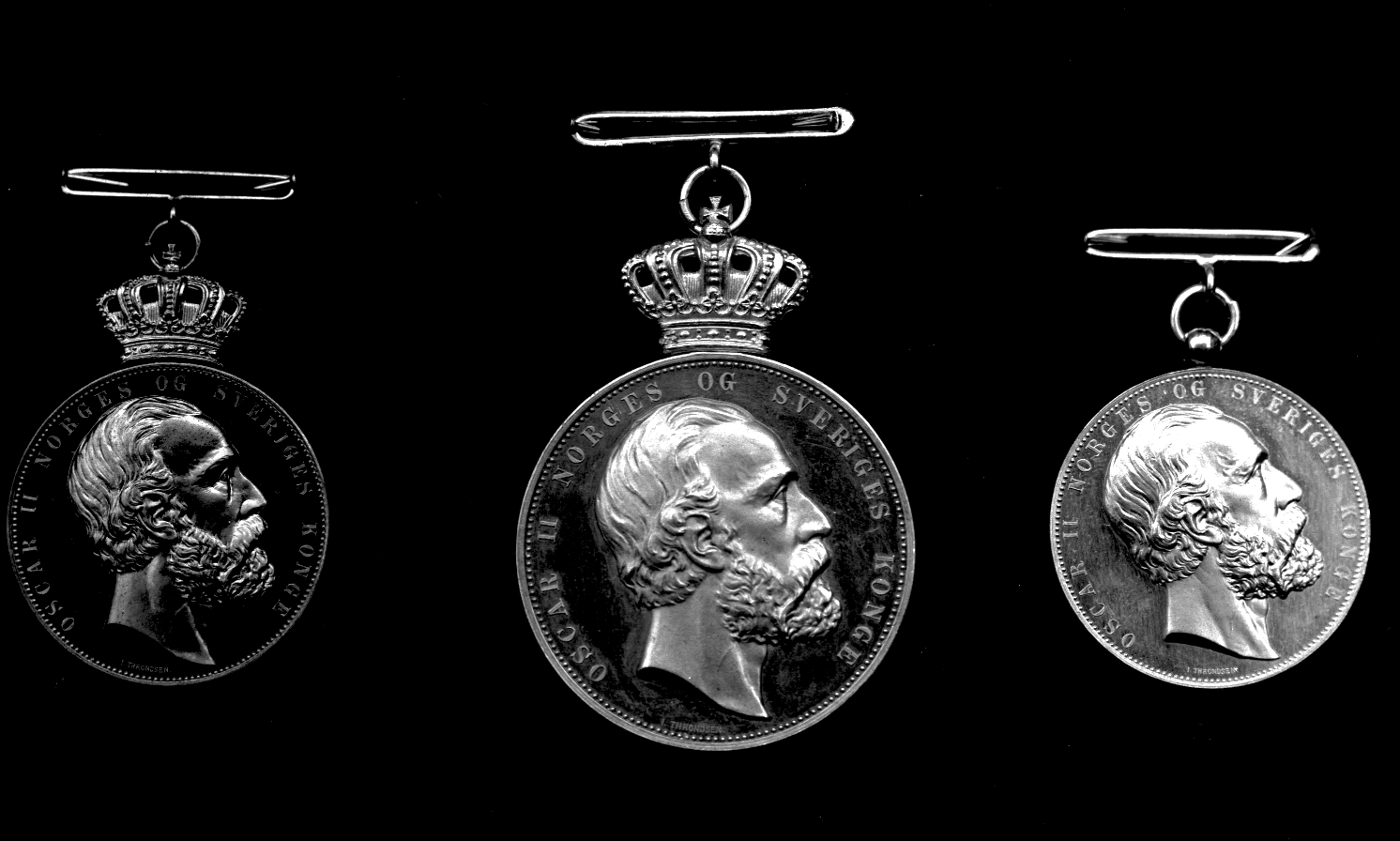
Медаль Оскара II (аверс)
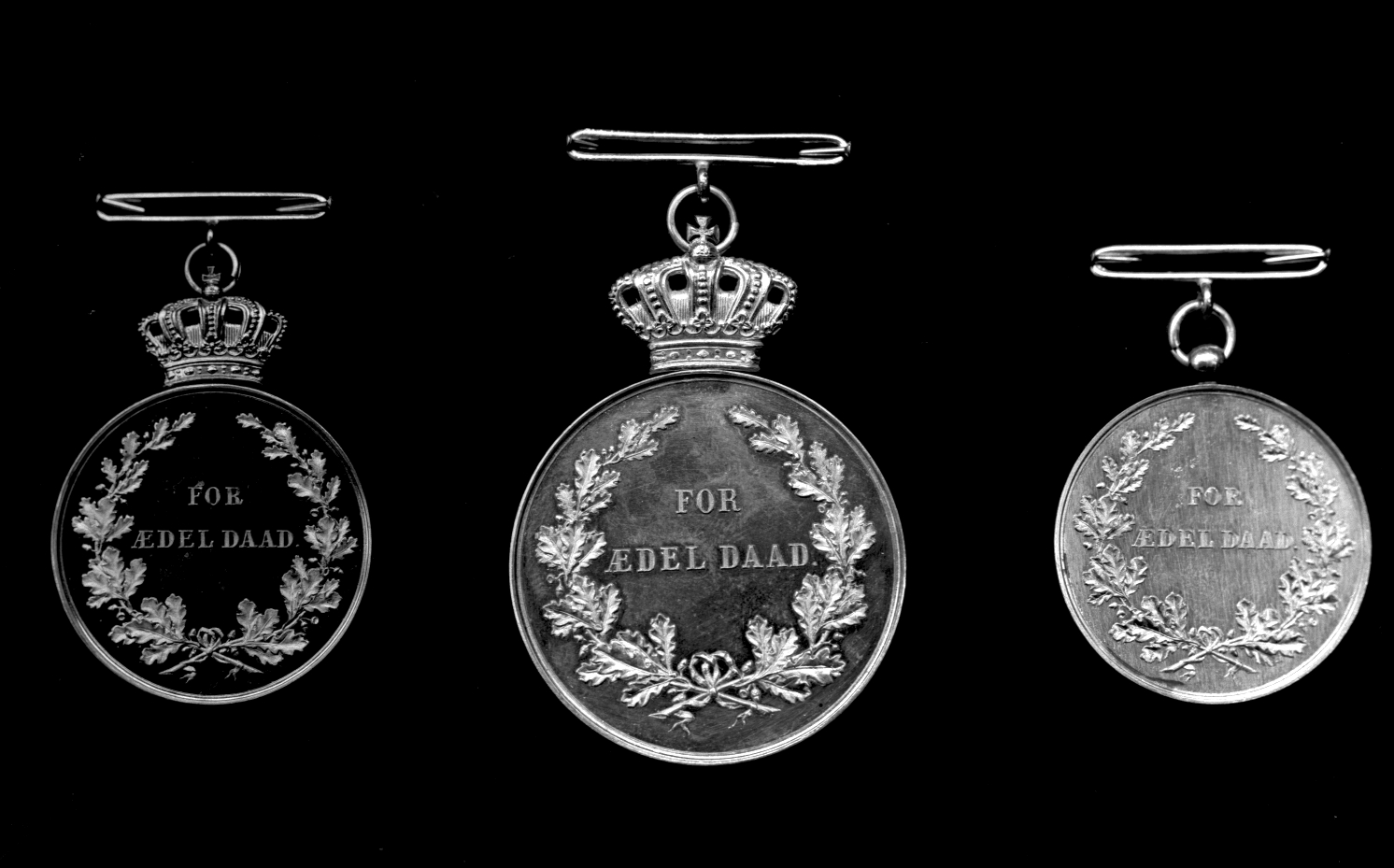
Медаль Оскара II (реверс)
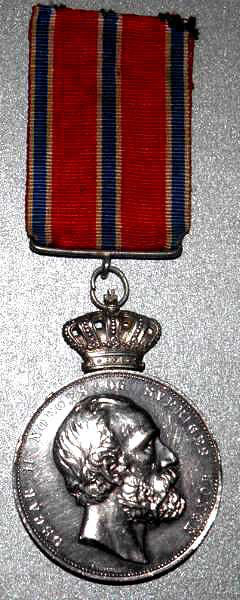
Медаль Оскара II (аверс)
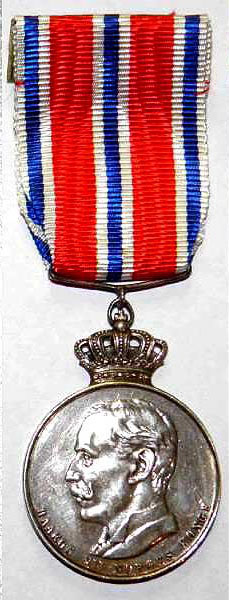
Медаль Хокона VII (аверс)